# Stratocleidini
A Stratocleidini a rovarok (Insecta) osztályának a botsáskák (Phasmatodea) rendjéhez, ezen belül a Pseudophasmatidae családjához tartozó nemzetség.

## Rendszerezés
A nemzetségbe az alábbi nemek tartoznak:
- Agrostia
- Anisa
- Antherice
- Brachyelena
- Brizoides
- Chlorophasma
- Citrina
- Eucles
- Holca
- Holcoides
- Olcyphides
- Paraphasma
- Parastratocles
- Stratocles
- Tenerella